# Zanardinula
Zanardinula, rod crvenih algi iz porodice Halymeniaceae kojemu pripadaju dvije morske vrste, jedna uz oregonsku, i jedna uz meksičku obalu. Tipska vrsta za ovaj rod nije određena.

## Vrste
1. Zanardinula kylinii Doty
2. Zanardinula mexicana (E.Y.Dawson) E.Y.Dawson